# Panticeu
Panticeu (Hongaars: Páncélcseh) is een gemeente in Cluj. Panticeu ligt in de regio Transsylvanië, in het westen van Roemenië. De gemeente bestaat uit vijf dorpen: Cătălina (Szentkatolnadorna), Cubleșu Someșan (Magyarköblös), Dârja (Magyarderzse), Panticeu en Sărata (Szótelke).
De gemeente telt 1.844 inwoners, circa 70% is Roemeens, 3% is Hongaars.

## Foto's

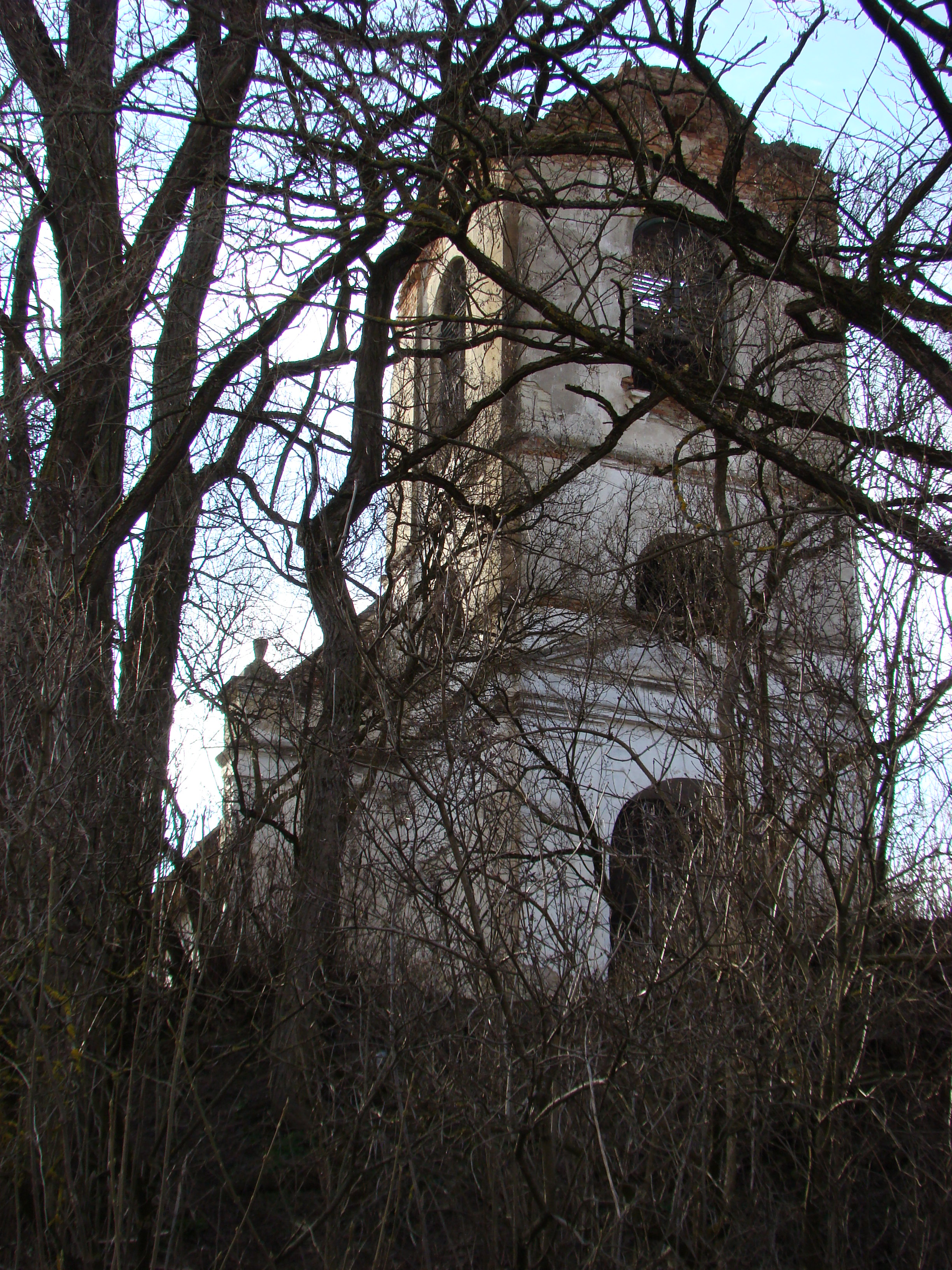
Ruïne van de Hongaars Gereformeerde kerk Panticeu
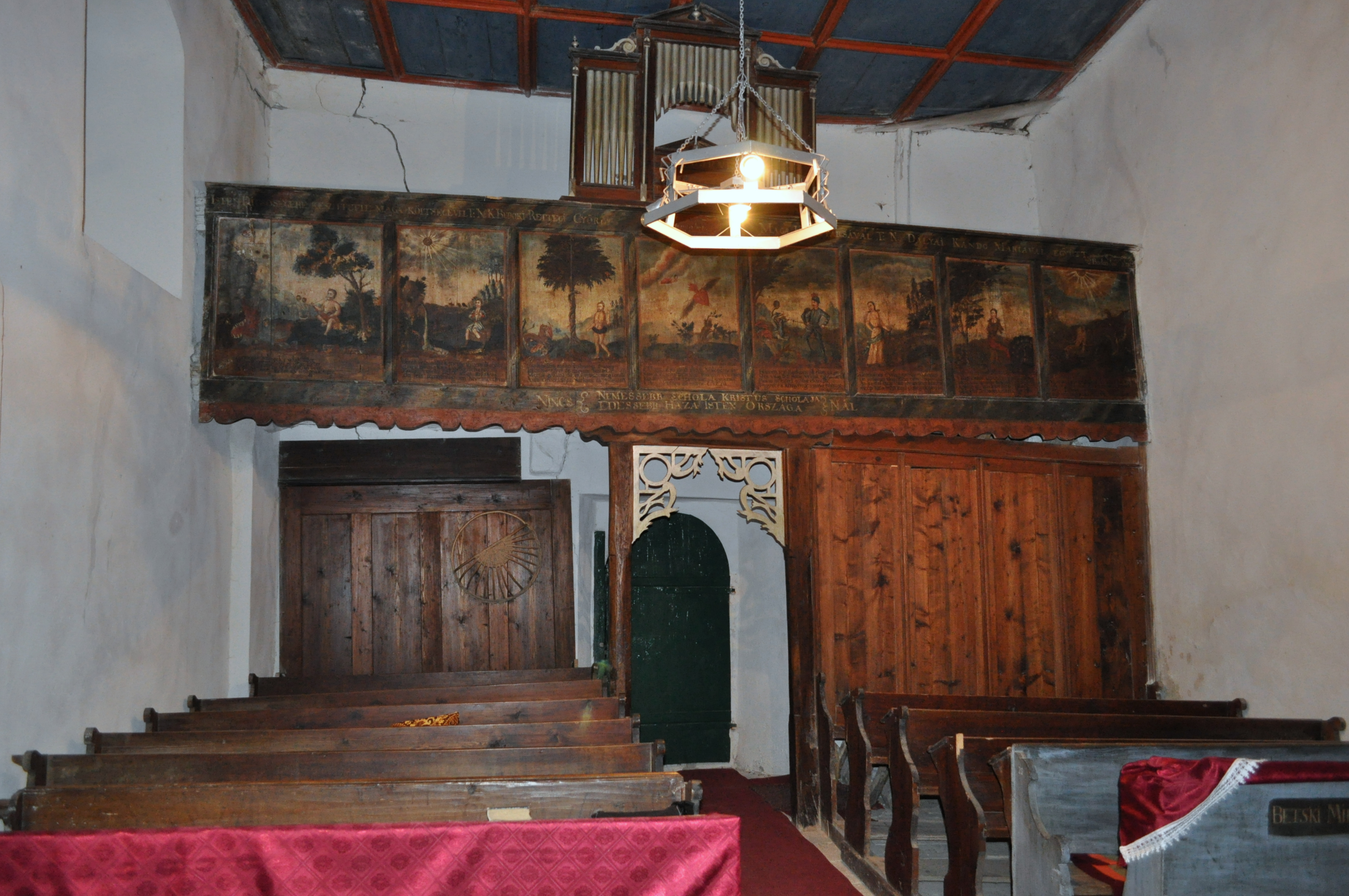
Interieur Hongaars Gereformeerde kerk Cubleșu Someșan (Magyarköblös)
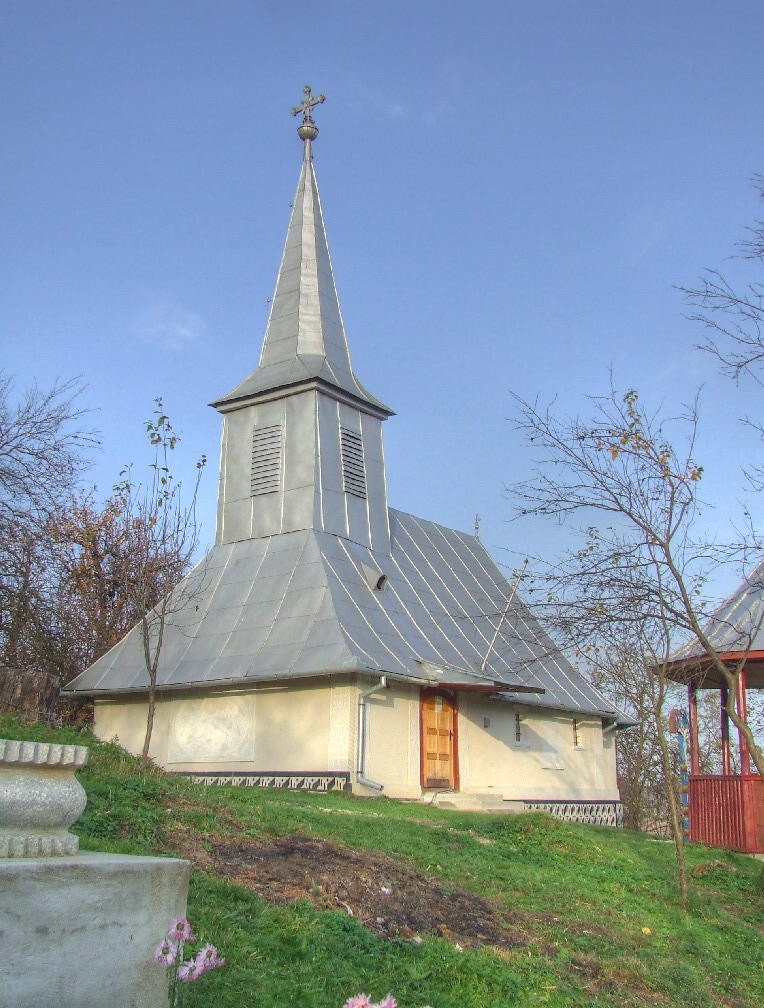
Houten kerk van Cătălina (Szentkatolnadorna)
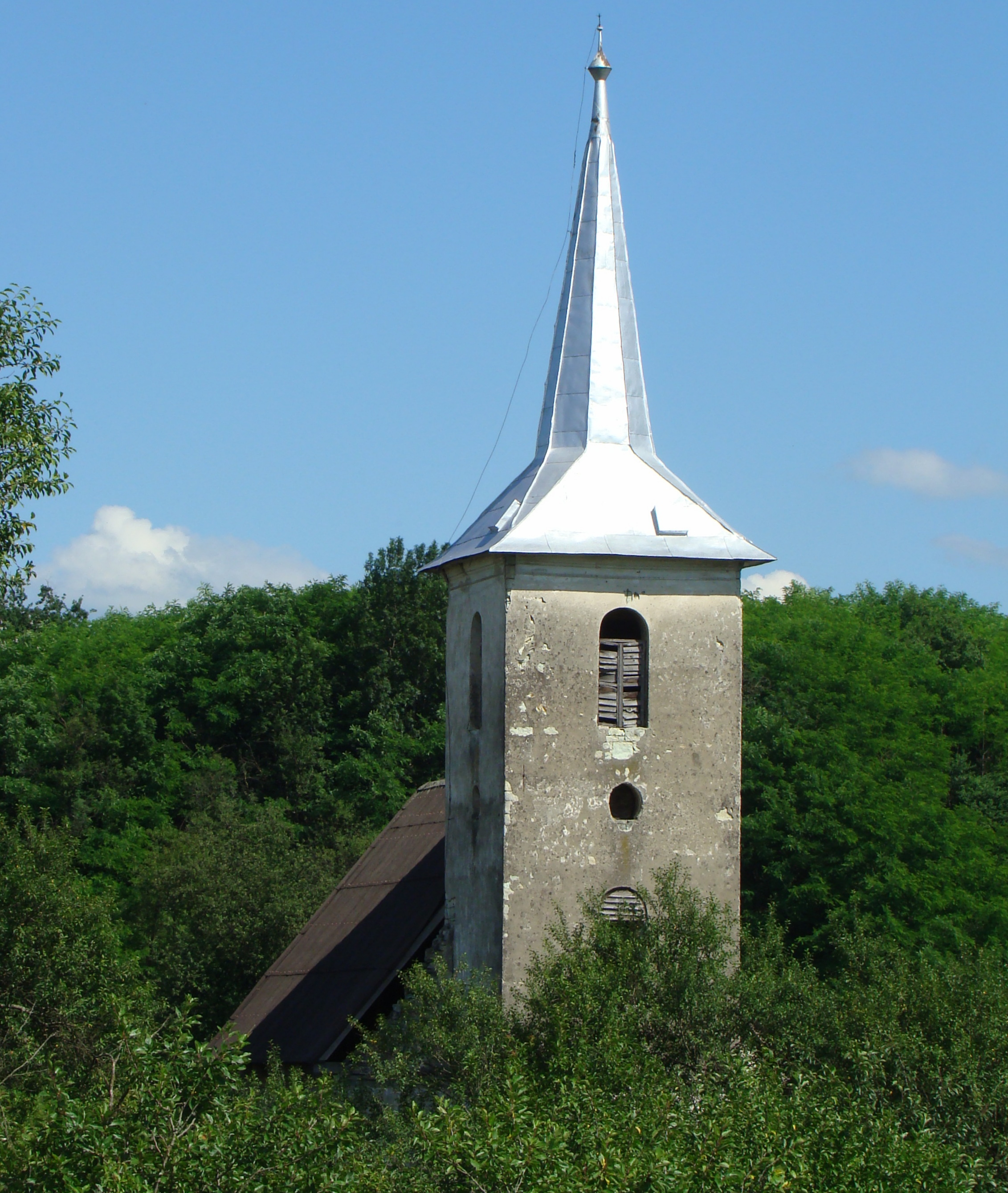
Hongaars gereformeerde kerk van Dârja (Magyarderzse)

Steden met gemeentestatus: Cluj-Napoca · Turda · Câmpia Turzii · Dej · Gherla

Stad zonder gemeentestatus: Huedin

Gemeenten: Aghireșu · Aiton · Aluniș · Apahida · Așchileu Mare · Baciu · Băișoara · Beliș · Bobâlna · Bonțida · Borșa · Buza · Căianu · Călățele · Cămărașu · Căpușu Mare · Cășeiu · Cătina · Câțcău · Ceanu Mare · Chinteni · Chiuiești · Ciucea · Ciurila · Cojocna · Cornești · Cuzdrioara · Dăbâca · Feleacu · Fizeșu Gherlii · Florești · Frata · Gârbău · Geaca · Gilău · Iara · Iclod · Izvoru Crișului · Jichișu de Jos · Jucu · Luna · Măguri-Răcătău · Mănăstireni · Mărgău · Mărișel · Mica · Mihai Viteazu · Mintiu Gherlii · Mociu · Moldovenești · Negreni · Pălatca · Panticeu · Petreștii de Jos · Ploscoș · Poieni · Râșca · Recea-Cristur · Săcuieu · Săndulești · Săvădisla · Sânncraiu · Sânmartin · Sânpaul · Someșeni · Sic · Suatu · Tritenii de Jos · Tureni · Țaga · Unguraș · Vad · Valea Ierii · Viișoara · Vultureni